# مغامرات أوزي وهارييت
مغامرات أوزي وهارييت (بالإنجليزية: The Adventures of Ozzie and Harriet)‏ هو مسلسل كوميدي تم إنتاجه في الولايات المتحدة. بدأ عرضه في سنة 1952 على هيئة الإذاعة الأمريكية. بلغ عدد مواسم المسلسل 14 موسما، بلغ عدد حلقاته 435 حلقة، وتبلغ مدة الحلقة الواحدة 25 دقيقة. تم بث المسلسل لأول مرة بتاريخ 3 أكتوبر 1952 بينما تم بث آخر حلقة منه بتاريخ 23 أبريل 1966 بعد أن استمر لقرابة 14 عاما. من بطولة ريكي نيلسون، أوزي نيلسون، هارييت نيلسون وديفيد نيلسون.

## روابط خارجية
- مغامرات أوزي وهارييت على موقع IMDb (الإنجليزية)
- مغامرات أوزي وهارييت على موقع ميتاكريتيك (الإنجليزية)
- مغامرات أوزي وهارييت على موقع الموسوعة البريطانية (الإنجليزية)
- مغامرات أوزي وهارييت على موقع روتن توميتوز (الإنجليزية)
- مغامرات أوزي وهارييت على موقع كينوبويسك (الروسية)
- مغامرات أوزي وهارييت على موقع ألو سيني (الفرنسية)
- مغامرات أوزي وهارييت على موقع قاعدة بيانات الفيلم (الإنجليزية)